# Bleu noir
Bleu Noir (рус. «Чёрная синева») — восьмой студийный альбом французской певицы Милен Фармер, выпущенный 6 декабря 2010 года. В отличие от других студийных альбомов певицы, композитор Лоран Бутонна не принимал участия в записи альбома. Вместо него композиторами стали Моби, RedOne и Дариус Килер (солист британской группы Archive).

## Об альбоме
Официальный сайт альбома был открыт 3 ноября 2010 года. На нём имелся счётчик, и после 50 000 посещений на сайте стала доступна не изданная ранее обложка будущего альбома.
После того, как счётчик посещений достиг 70 000 посещений, на сайте стал доступен небольшой фрагмент ещё одной песни из нового альбома — «Leila». После значения счётчика 100 000 был опубликован список первых шести треков, в то время как на сайте «Facebook» он был опубликован днём ранее.
10 февраля 2011 года на официальной странице «Myspace» было объявлено что новым синглом с альбома будет выпущен трек «Bleu noir».
29 ноября 2010 года альбом стал доступен для легального скачивания в магазинах цифровой музыки. Также его можно было прослушать на официальной странице певицы «Myspace».
С альбома было выпущено три сингла: «Oui mais… non», «Bleu noir» и «Lonely Lisa».
4 декабря 2013 года песня «Diabolique mon ange» стала синглом с концертного альбома «Timeless 2013».

## Коммерческий успех
В марте 2011 года Universal Music France официально объявили, что Bleu Noir присвоен бриллиантовый сертификат, по продажам в 500 000 копий. Согласно сведениям ресурса Lenta.ru, по итогам первого полугодия 2011 года российская лицензионная версия альбома Bleu Noir (Universal Music Russia) заняла десятое место по объёмам продаж в ТОП-50, объединяющем в себе альбомы как русскоязычных артистов, так и иностранных.

## Реакция критики
Обозреватели сайта Weburg.net отметили, что благодаря Моби альбом приобрел яркое, модное электронное звучание. Из-за этого обстоятельства альбом Милен кажется «несерьезным», концепция которого предстает как легкая и ненавязчивая". Критики посчитали английские версии треков неудачными, в особенности композицию «Inseparables». Такие треки как «Oui mais… non», «Moi je veux» и «Lonely Lisa», по словам рецензентов, «оставляют самые хорошие впечатления». Николай Алексеев заявил, что несмотря на сохранение стиля, альбом получился на любителя.

## Список композиций
Все тексты написаны Милен Фармер, кроме трека 11 - текст написан Moby.
| №   | Название                           | Текст песни  | Музыка                  | Длительность |
| --- | ---------------------------------- | ------------ | ----------------------- | ------------ |
| 1.  | «Oui mais… Non»                    | Милен Фармер | RedOne                  | 4:19         |
| 2.  | «Moi je veux…»                     |              | Moby                    | 3:30         |
| 3.  | «Bleu noir»                        |              | Moby                    | 4:04         |
| 4.  | «N'aie plus d'amertume»            |              | Moby                    | 4:15         |
| 5.  | «Toi l'amour»                      |              | Moby                    | 4:40         |
| 6.  | «Lonely Lisa»                      |              | RedOne                  | 3:02         |
| 7.  | «M'effondre»                       |              | Moby                    | 3:33         |
| 8.  | «Light Me Up»                      |              | Archive (Darius Keeler) | 5:02         |
| 9.  | «Leila»                            |              | Archive                 | 3:51         |
| 10. | «Diabolique mon ange»              |              | Archive                 | 5:00         |
| 11. | «Inseparables»                     | Moby         | Moby                    | 4:08         |
| 12. | «Inséparables» (Version française) |              | Moby                    | 3:14         |

## Позиции в чартах
| Чарт                                  | Высшее место |
| ------------------------------------- | ------------ |
| Россия Топ 25. Альбомы                | 3            |
| Бельгийский (Фландрия) Альбомный чарт | 72           |
| Бельгийский (Валлония) Альбомный чарт | 1            |
| Франция. SNEP чарт                    | 1            |
| Франция. SNEP цифровой чарт           | 1            |
| Швейцария. Чарт                       | 7            |
| Швейцария. Франкоязычный Чарт         | 1            |
| Мексика. Топ 100                      | 98           |